# Katrine Aalerud
Katrine Aalerud, née le 4 décembre 1994 à Vestby, est une coureuse cycliste professionnelle norvégienne.

## Biographie
Elle pratique l'équitation durant sa jeunesse et devient cycliste vers ses dix-huit ans. C'est une grimpeuse.
Fin juillet, Katrine Aalerud devient championne de Norvège du contre-la-montre. Sur Liège-Bastogne-Liège, un groupe de huit favorites, dont Katrine Aalerud, sort peu avant la côte de la Vecquée. Elle est finalement neuvième de la course.

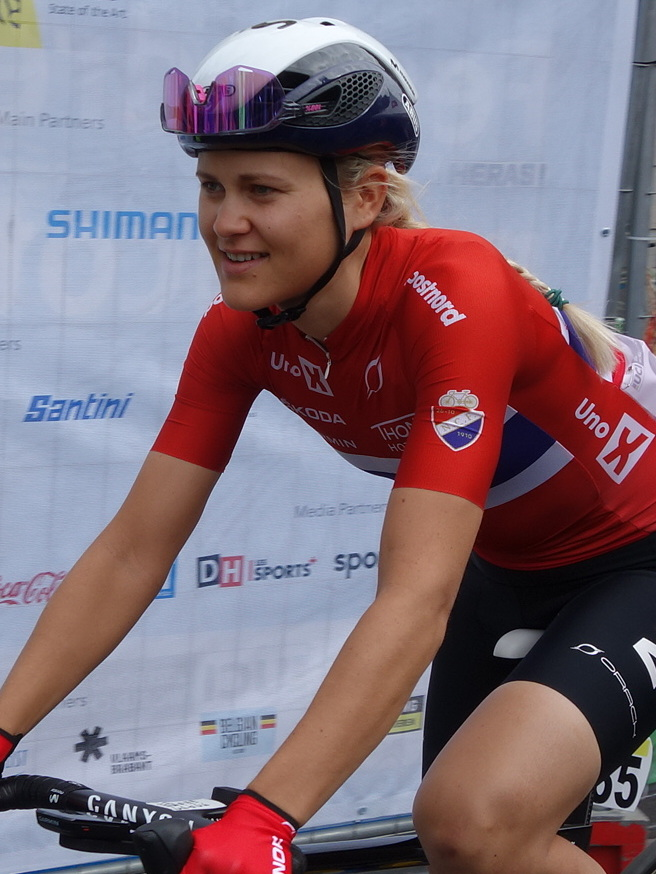
Au départ des championnats du monde

Au Gran Premio Ciudad de Eibar puis au Tour de Burgos, elle sert d'éclaireuse pour Annemiek van Vleuten dans les étapes montagneuses,. Elle conserve son titre du chrono en Norvège.

## Palmarès

### Par années
- 2016
  - 3e du championnat de Norvège sur route
- 2017
  - 2e du championnat de Norvège sur route
- 2019
  - 2e du championnat de Norvège du contre-la-montre
- 2020
  -  Championne de Norvège du contre-la-montre
  - 9e de Liège-Bastogne-Liège
- 2021
  - 3e de la Setmana Ciclista Valenciana
  - 5e du Tour de Burgos
- 2022
  - 2e du championnat de Norvège du contre-la-montre
  - 9e du Tour de Scandinavie
- 2023
  - Tour d'Andalousie
- 2024
  -  Championne de Norvège du contre-la-montre
  - 3e du Festival Elsy Jacobs à Garnich
  - 3e du Tour de Catalogne
  - 6e du championnat d'Europe du contre-la-montre
- 2025
  - 8e du Tour des Émirats arabes unis
  - 10e du Tour de Burgos
  - 10e du Tour d'Italie

### Résultats sur les grands tours

#### Tour d'Italie
2 participations
- 2024 : 33e
- 2025 : 10e

#### Tour de France
2 participations
- 2024 : 25e
- 2025 : abandon (5e étape)

#### Tour d'Espagne
1 participation
- 2025 : 19e

### Classements mondiaux
| Année                                 | 2016 | 2017 | 2018 | 2019 | 2020 | 2021 | 2022 | 2023 | 2024 |
| ------------------------------------- | ---- | ---- | ---- | ---- | ---- | ---- | ---- | ---- | ---- |
| Classement UCI                        | 312e | 178e | 251e | 129e | 52e  | 51e  | 165e | 125e | 86e  |
| UCI World Tour                        | 146e | 187e | 138e | 69e  | 37e  | 42e  | 95e  | 258e | 152e |
|                                       |      |      |      |      |      |      |      |      |      |
| Légende : nc = non classéSource : UCI |      |      |      |      |      |      |      |      |      |